# Ryan Randle
Ryan Randle (ur. 21 kwietnia 1981 w Duncanville) – amerykański koszykarz, występujący na pozycjach skrzydłowego oraz środkowego.
W 2003 roku został wybrany w drafcie do USBL przez zespół Texas Rim Rockers z numerem 67, w VIII rundzie.
W latach 2004–2005 reprezentował Cleveland Cavaliers w trzech letnich ligach NBA. 
19 września 2006 roku został wybrany w III rundzie draftu – Expansion NBA Development League Draft przez zespół Anaheim Arsenal.
Od 2012 roku uczy dzieci z niepełnosprawnościami w szkole specjalnej w Teksasie. Planuje założyć centrum opieki dziennej dla dorosłych z niepełnosprawnościami, aby pomóc im w zdobyciu i rozwijaniu się w pracy.

## Osiągnięcia
College
- Mistrz NCAA (2002)[1]
- Wicemistrz NJCAA (2001)[1]
- Mistrz  Maryland JUCO (2000)[1]
- 2-krotny uczestnik rozgrywek Sweet Sixteen turnieju NCAA (2002, 2003)
- Zaliczony od składów[1]:
  - NCAA All-Atlantic Coast Conference Third Team (2003)[3]
  - NJCAA All-Maryland JC Athletic Conference (2001)

Drużynowe
- Mistrz Cypru (2007)
- Wicemistrz Polski (2004)
- Zdobywca pucharu:
  - Polski (2004, 2005)
  - Cypru (2008)

Indywidualne
- Uczestnik[5]:
  - meczu gwiazd Polska - Gwiazdy PLK (2004)
  - meczu gwiazd PLK (2005)[6]
  - meczu gwiazd Eurochallenge (2008)
  - konkursu wsadów PLK (2004)
- Lider PLK w skuteczności rzutów z gry (2004)
- Zwycięzca konkursu wsadów podczas meczu gwiazd EuroChallenge (2007)